# De la Rey

De la Rey est une chanson sud-africaine en langue afrikaans, composée par Sean Else et Johan Vorster et chanté par Bok van Blerk. Elle est tirée de l'album Jy praat nog steeds my taal (mars 2006), ressorti sous le titre de sa chanson principale De la Rey en septembre 2006. 
Disque de platine en 2007, cette chanson est un hommage au général boer Koos de la Rey, qui s'était opposé à la guerre avec les Britanniques en 1899 parce qu'il pensait que les républiques boers ne pourraient pas la gagner et y perdraient leur liberté. Une fois la seconde guerre des Boers déclenchée, De La Rey s'était loyalement engagé dans la bataille avec un héroïsme reconnu et avait défait les Britanniques lors de la bataille de Magersfontein. La chanson fait aussi référence aux femmes et enfants internés dans les camps de concentration britannique. La vidéo musicale rappelle que 82 000 soldats boers affrontaient 350 000 soldats britanniques. 
La chanson a fait l'objet d'une importante polémique lors de sa sortie. 

## Polémique
Bok van Blerk définit la chanson De la Rey comme une ode à la fierté afrikaner et se déclare fier de ses origines. Avec cette chanson, il déclare se dresser contre la culpabilité historique par laquelle on tente de stigmatiser les Afrikaners et revendique son héritage culturel.
La chanson est interprétée dans la presse comme un appel au ralliement autour d'une nouvelle figure charismatique afrikaner pour guider le peuple des Boers, une telle figure ayant disparu depuis 1994 et l'avènement d'une Afrique du Sud non raciale. L'écrivain afrikaner Rian Malan déclare que l'impact émotionnel de la chanson De la Rey avait pris tout le monde par surprise mais reflétait fidèlement les sentiments profonds de beaucoup de Blancs qui se sentaient exclus de la nouvelle Afrique du Sud.
La chanson qui connaît un véritable succès national fait naître une controverse. Certains y voient une apologie des Boers alors que d'autres craignent qu'elle ne soit récupérée par une partie de l'extrême droite pour justifier un nouveau nationalisme armé.
Lors de concerts, la chanson est sacralisée comme un nouvel hymne national. Plusieurs spectateurs reprennent alors en afrikaans le refrain De la Rey, De la Rey, reviendras-tu guider les Boers ? Nous sommes prêts, certains brandissant alors les anciens étendards afrikaners comme celui de l'État libre d'Orange par ailleurs présent dans le clip vidéo de la chanson, titré meilleure vidéo musicale de l'année en février 2007 par la chaîne musicale sud-africaine MK89. Le concert que Bok van Blerk donna à Orania notamment fut également l'objet de commentaires polémiques.
La chanson de Van Blerk intervient dans un contexte où la minorité afrikaner se sent opprimée par la majorité noire, en particulier par la systématisation de l'effacement dans la toponymie locale de toute référence à l'histoire afrikaner et ses représentants. Les procédures visant à débaptiser Pretoria, Potchefstroom sont notamment considérées comme abusives par de nombreuses associations représentatives afrikaners comme AfriForum alors que des intellectuels comme Breyten Breytenbach ou André Brink dénoncent les attaques portées selon eux contre l'afrikaans et la culture afrikaans par le gouvernement sud-africain.
L'ancien vice-président sud-africain (puis futur président de l'ANC), Jacob Zuma, vient lui-même apporter son soutien à la chanson. Ainsi, estime-t-il que cette chanson rend hommage au patrimoine de la communauté afrikaner et déclare en décembre 2007 « Vous m'avez entendu défendre De la Rey. Il a été l'un des plus grands généraux qu'ait compté l'Afrique du Sud. Si les Afrikaners ne chantent pas De la Rey, qui d'autre chanteront-ils » .
Van Blerk lui-même se veut être l'un des promoteurs de l'afrikaans et a refusé de participer à un concert organisé par une station de radio pour protester contre le refus de celle-ci de diffuser sur ses ondes de la musique afrikaans

## Paroles traduites en français
Sur une montagne dans la nuit

Nous attendons couchés dans l’obscurité,

Dans la boue et dans le sang

Je reste étendu transi de froid,

Le vent et la pluie me transpercent.

Et ma maison et ma ferme

Ont été réduites en cendres

Afin qu’ils puissent nous capturer,

Mais ces flammes et ce feu

Brûlent maintenant tout au fond,

Tout au fond de moi.

Refrain

De la Rey, De la Rey,

Viendras-tu commander les Boers ?

De la Rey, De la Rey

Général, général, comme un seul homme

Nous nous rassemblerons autour de toi

Général De la Rey !

Ecoutez les Kakis [= les Anglais] qui rient,

Nous ne sommes qu’une poignée

Contre toute leur puissance,

Nous sommes le dos à la falaise,

Ils pensent que tout est fini,

Mais le cœur d’un Boer

Est plus fort et plus grand

Qu’ils ne le pensent.

Sur son cheval il arrive au galop,

Le Lion du Transvaal de l’Ouest.

Refrain

Parce que ma femme et mon enfant

Dépérissent dans un camp,

Et parce que la vengeance des Kakis

Se déverse sur une nation

Qui un jour se relèvera.

Refrain

De la Rey, De la Rey,

Viendras-tu pour les Boers ?